# Diodor
Diodor – imię męskie pochodzenia greckiego, od Διοδωρος (Diodoros), co oznacza "dar Zeusa" ("dar Boga"). Imię to jest złożone z członów Διος (Dios) ("Zeusa") i δωρον (doron) ("dar") – por. Teodor i Bożydar. Imię to nosił grecki historyk z I wieku p.n.e., a także wielu świętych katolickich.
Diodor imieniny obchodzi 3 maja i 11 września.
Żeński odpowiednik: Diodora